# سالفاتوري فيكاري
سالفاتوري فيكاري (بالإيطالية: Salvatore Vicari)‏ هو لاعب كرة قدم إيطالي في مركز الهجوم، ولد في 31 يناير 1981 في ليركارا فريدي في إيطاليا. شارك مع منتخب إيطاليا تحت 21 سنة لكرة القدم. أما مع النوادي، فقد لعب مع نادي أسكولي ونادي أفيلينو ونادي باليرمو ونادي ريجينا ونادي كاتانزارو ونادي مسينا ونادي مونزا وهيلاس فيرونا.